# Bursera microphylla
Bursera microphylla är en tvåhjärtbladig växtart som beskrevs av Gray. Bursera microphylla ingår i släktet Bursera och familjen Burseraceae. Inga underarter finns listade i Catalogue of Life.

## Bildgalleri

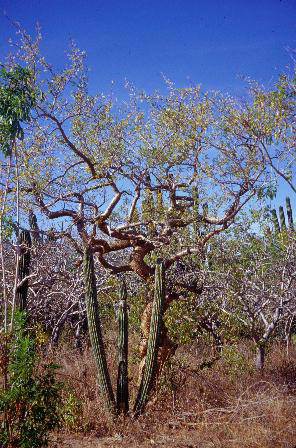
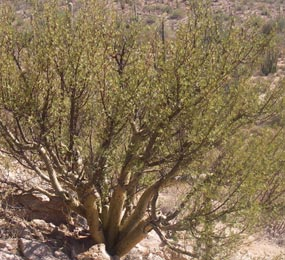
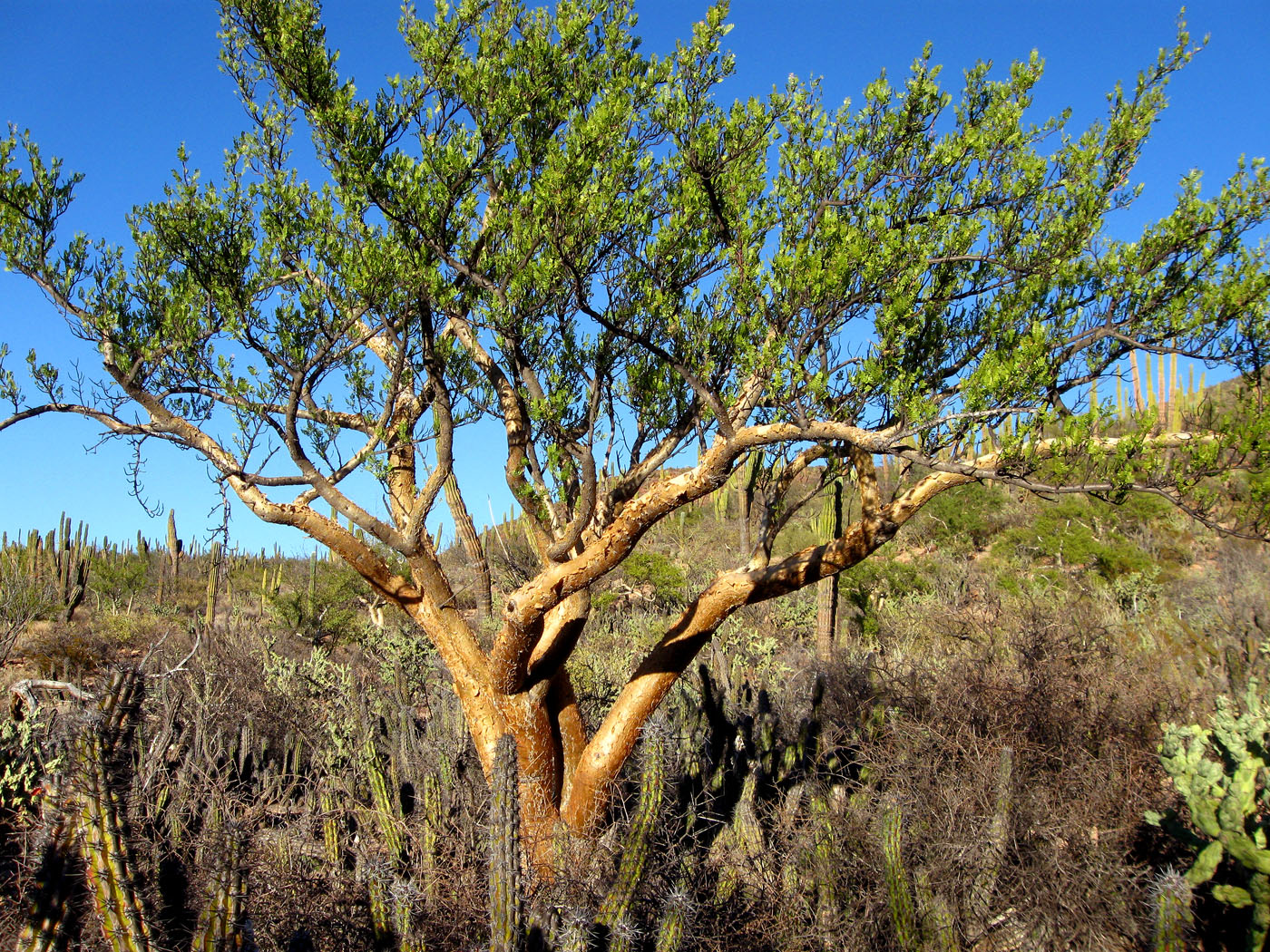
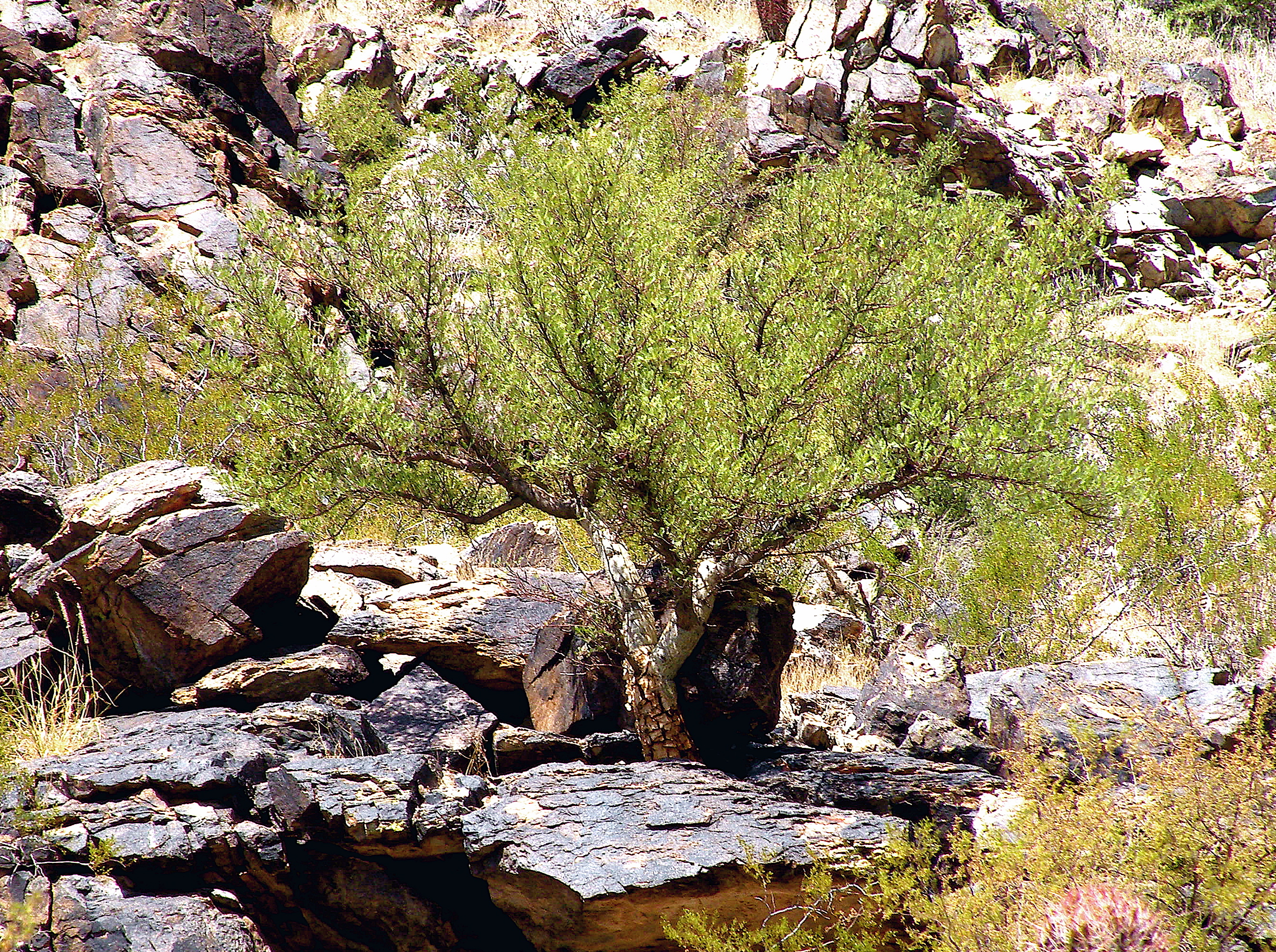
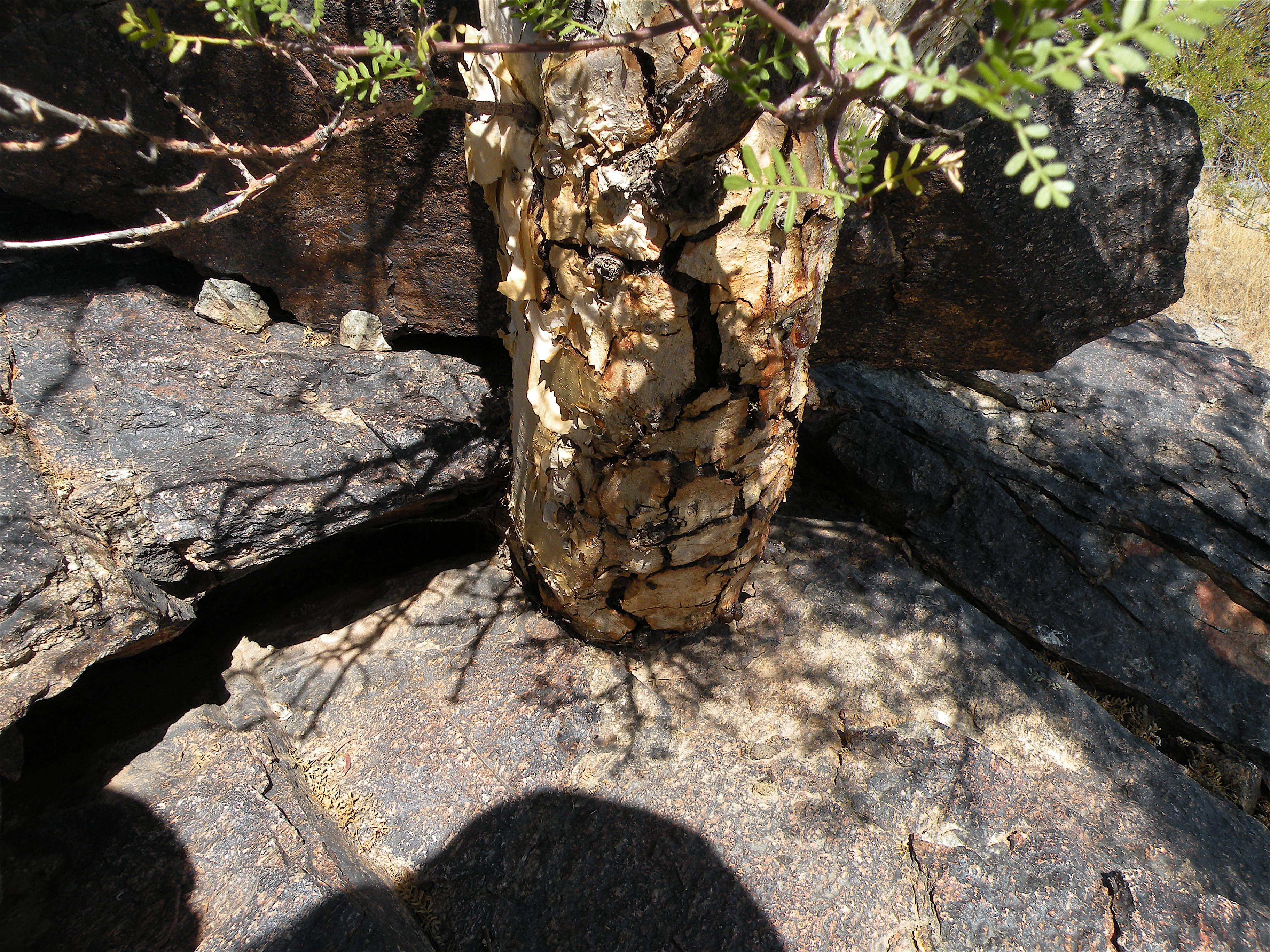
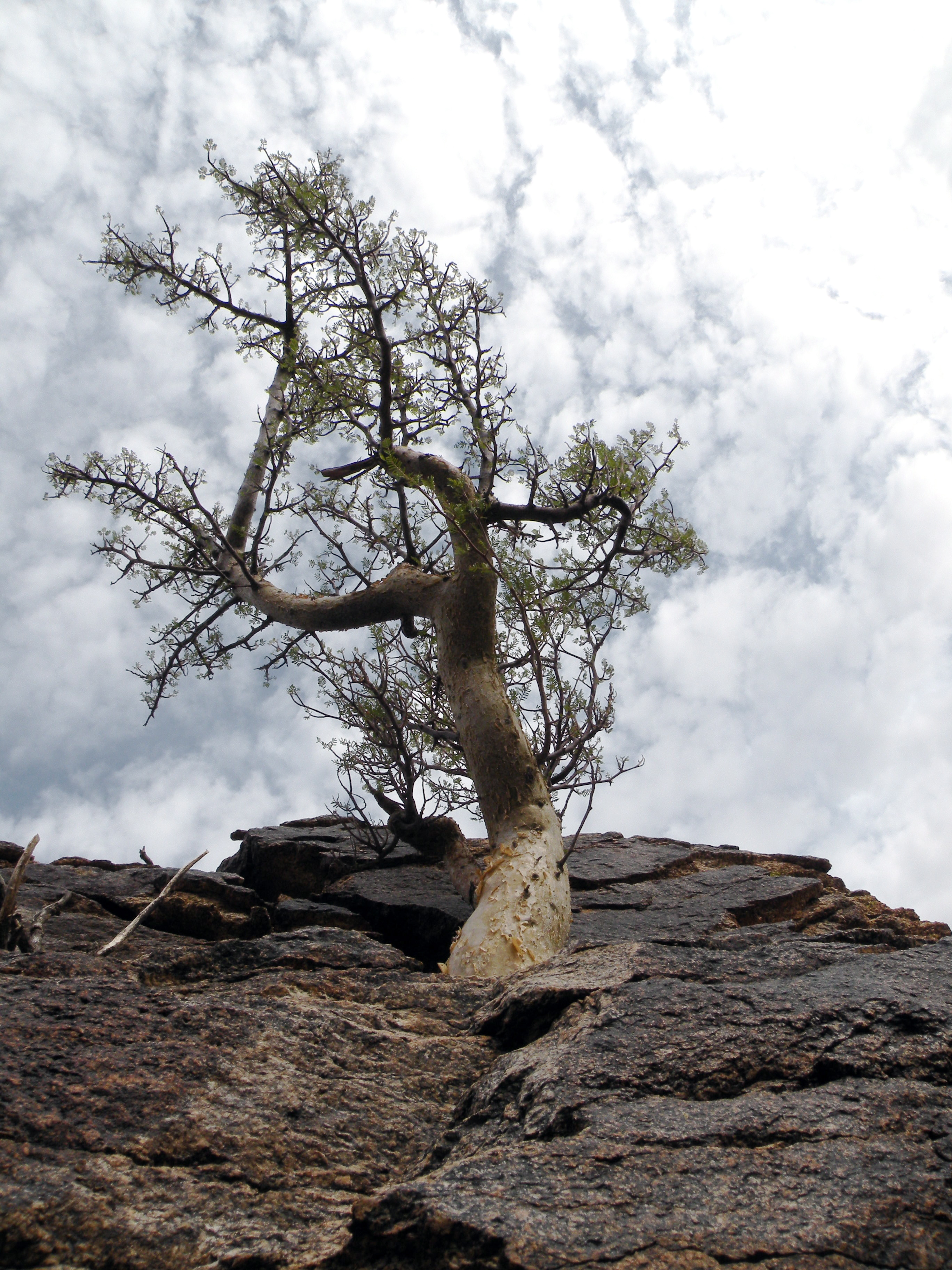